# Tommaso Gatti
Tommaso Gatti es un deportista italiano que compite en triatlón. Ganó una medalla de bronce en el Campeonato Europeo de Triatlón Campo a Través de 2019.

## Palmarés internacional
| Campeonato Europeo | Campeonato Europeo    | Campeonato Europeo | Campeonato Europeo |
| Año                | Lugar                 | Medalla            | Prueba             |
| ------------------ | --------------------- | ------------------ | ------------------ |
| 2019               | Târgu Mureș (Rumania) | Medalla de bronce  | Individual         |